# 境港市立上道小学校
境港市立上道小学校（さかいみなとしりつ あがりみちしょうがっこう）は、鳥取県境港市上道町にある公立小学校。

## 沿革
- 1873年（明治6年）
  - 2月 - 正福寺に五ヶ村組合学校をおく。
  - 4月 - 上道小学校開校。
- 1888年（明治21年）5月 - 上道・竹内・中野三校を改め、学校組合尚絅（しょうけい）尋常小学校とする。
- 1890年（明治23年）4月 - 尚絅尋常小を解散し上道尋常小学校設立。
- 1906年（明治39年）2月 - 上道農業補習学校付設。
- 1909年（明治42年）4月 - 上道尋常高等小学校と改称。
- 1941年（昭和16年）4月1日 - 国民学校令により上道国民学校と改称。
- 1947年（昭和22年）4月1日 - 学制改革により上道村立上道小学校と改称。
- 1954年（昭和29年）8月10日 - 町村合併により境港町立上道小学校と改称。
- 1956年（昭和31年）4月1日 - 市制施行により境港市上道小学校と改称。

## 通学区域
- 上道町の内市道境132号線以南、中野町の内市道中野外江線及び国道431号線から市道中野外江線の起点に至る市道樋ノ上川線以北[1]

## 進学先中学校
- 境港市立第一中学校

## 交通アクセス
- JR境線 馬場崎町駅より1km。
- JR境線 境港駅前より日ノ丸バス外浜線「境高前上道小入口」バス停下車。

## 校区内の主な施設
- 鳥取県立境高等学校（隣接）